# Perreyia
Perreyia é um gênero de insetos da ordem Hymenoptera, que ocorre em partes da América do sul. Doze espécies são conhecidas, sendo Perreyia flavipes a que se tem maior informação.
As larvas são negras, similares a lagartas; sem a formação do Exosqueleto com o corpo rugoso e segmentado, diferenciado somente pelas patas que não se igualam as de uma lagarta Pata falsa formado propriamente para o equilíbrio em folhas, talos, e ramos; as mesmas alimentam-se da folhagem baixa e a que cai no chão. Elas caminham no solo, aglomeradas e em grandes grupos, com a finalidade de ganhar uma forma estranha para afastar predadores, e tentar preservar um grande número de sua espécie devido sua mortalidade dentre o período migratório que geralmente se passa durante junho e setembro, tempo de pouca chuva nas regiões tropicais. O nome popular da larva em português é mata-porcos, pois é tóxica para o gado. Porcos ou bovinos que ingerirem larvas apresentam mudanças de comportamento, e morrem menos de 2 dias depois dos primeiros sintomas.

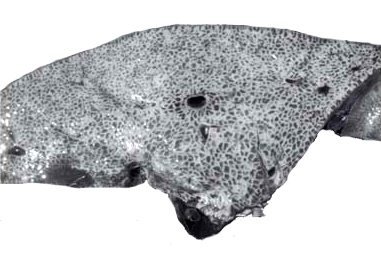
Superfície de corte do fígado com marcada evidenciação do padrão lobular, caracterizada por áreas escuras delimitadas por linhas claras na intoxicação espontânea por Perreyia flavipes em suíno.

O inseto adulto, parecido com uma vespa, emerge entre novembro e abril e é raramente encontrado.[carece de fontes?]
O nome Perreyia homenageia  Alexis Perrey, professor de física em Dijon.